# Самоедская собака
Самое́дская соба́ка (самое́д, самое́дский шпиц, са́мми) — одна из древнейших пород собак, которая относится к примитивным (аборигенным) породам. Происходит с Крайнего Севера Евразии. Существует 7 стандартов породы: английский, FCI, американский, канадский, австралийский, новозеландский и ЮАР.
Поначалу самоедами (также «самоядь», «самоедины») называли только ненцев — самый крупный самодийский народ, но впоследствии это название стало использоваться и в качестве собирательного названия всех самодийских народов. Собак, которых держали ненцы и другие народы самодийской группы, на Западе стали называть самоедскими собаками или просто самоедами. На севере Западной Сибири в оленеводческих хозяйствах распространена ненецкая лайка, в популяции которой также много особей белого окраса.

## История породы
Борис Широкий (автор книги «Наши северные собаки. Введение в лайковедение») предполагает, что самоед — это культурная шоу-порода, полученная заводским путём из особей ненецких лаек, вывезенных с Ямала в конце XIX — начале XX веков. По другой, более распространённой версии, предком современного самоеда был аборигенный самоед, к началу XXI века практически исчезнувший.

### Аборигенные собаки
Считается, что на протяжении нескольких тысяч лет аборигенная самоедская собака была компаньоном северных народов самодийской группы: ненцев, энцев и нганасан. Эти народы не всегда жили на Крайнем Севере: несколько тысячелетий тому назад их предки покинули Саянские горы в Южной Сибири и мигрировали в приполярье. При ДНК-исследовании останков алтайской собаки возрастом в 33 000 лет было установлено, что из современных пород она наиболее близка самоеду и происходит от гибрида с волком.
Поскольку аборигенный самоед напоминает полярного волка, предполагается одомашнивание волков, теснимых к югу в эпоху оледенения. Одомашнивание заметно изменило дикий прототип. Древние самодийцы были охотниками-собирателями и собаки помогали им в охоте, причём эту функцию они выполняют в той или иной форме до настоящего времени. Собаки также использовались жителями приполярья для выпаса оленей. Культурные традиции запрещают ненцам использовать собак в качестве транспортного средства. Собачьи упряжки, возможно, были у нескольких семей ненцев с Новой Земли (однако на доступных фотоматериалах довоенного времени в упряжках можно видеть не самоедов, а собак другой породы).

### Новейшая история
В 1889 году молодой британец Эрнст Килбёрн Скотт (Ernest Kilburn Scott; 1868-1941) провёл три месяца среди самодийских племён. Возвратившись в Англию, он привёз с собой коричневого кобеля — щенка по кличке Собака (Sabarka). Позже он ввёз суку кремового цвета по кличке Whitey Pechora («Белая Печора») с западного Урала и белоснежного кобеля по кличке Масти из Сибири. От этих особей произошла популяция самоедов в западных странах. В подтверждение этой информации на сайте Pedigree выложена фотография Белой Печоры и приведена родословная особей, произошедших от трёх собак Скотта. В 1909 году Скотт составил первое описание самоедской породы, а к 1913 году добился её официального признания.
Можно встретить утверждение, что первых самоедских собак вывез в Европу английский капитан Джозеф Уиггинс, который начиная с 1870-х годов регулярно водил корабли вдоль океанского побережья Сибири. Документально факт владения им такими собаками не подтверждён. Фритьоф Нансен сообщает, что в 1893 году в Хабарове (небольшом селении ненцев) для нужд его экспедиции на «Фраме» были закуплены «34 отличных сибирских пса». Но ни одна из тех собак не завершила экспедицию и не попала в Европу.
В Интернете встречается ошибочная версия появления самоеда в Западной Европе, связанная с именами Роберта Скотта и Руаля Амундсена. Вероятно, возникла она из-за совпадения фамилий зоолога Эрнста К. Скотта и полярного исследователя Роберта Скотта. Якобы команда Роберта Скотта, достигшая Южного полюса, но в полном составе погибшая на обратном пути, использовала способности самоедов для перевозки тяжёлых грузов на большие расстояния. В иной интерпретации, уже якобы команда Руаля Амундсена, достигшая Южного Полюса и успешно вернувшаяся, также использовала в своих упряжках самоедских собак. На самом деле самоедская собака не использовалась полярными исследователями: у Роберта Скотта были пони и механический транспорт, Руаль Амундсен в экспедиции к Южному полюсу 1911 года использовал гренландских лаек.
В первой половине XX века самоеды рассматривались в США как экзотическая порода, однако после 1956 года начали входить в моду. На рубеже XX и XXI веков поголовье самоедов в России оценивалось в 2500 особей.
- Эрнст Килбрун Скотт и три его самоеда
- Самоед в естественной среде обитания
- Одна из первых фотографий самоедов
- Первое поколение самоедов в Великобритании
- Самоеды в антарктической экспедиции

## Характеристика породы
Среднего размера элегантная белая собака. Очень «разговорчивая». Во внешнем облике ощущается мощь, выносливость, шарм, мягкость, достоинство и самоуверенность. Эта порода всегда остается в центре внимания. Выражение так называемой «самоедской улыбки» создается сочетанием формы глаз, их расположением и немного загибающимися вверх углами рта.
Среди разводимых собак Килбурн Скотт различал три разных типа головы, которые назвал медведеобразным, лисообразным и волкообразным. Неофициально эта классификация сохранилась до настоящего времени.
Голова мощная и клиновидная. Череп при осмотре спереди и сбоку только немного выпуклый. Широкий между ушами. Мочка носа хорошо развита, предпочтительно чёрного цвета. В течение определённых периодов года пигмент носа может обесцвечиваться, давая «зимний» или «снежный» нос; однако всегда должна присутствовать тёмная окантовка мочки носа.
Морда крепкая и глубокая, примерно такой же длины, как и черепная часть, постепенно суживающаяся к носу, но не узкая, не грубая и не квадратная. Затылочная часть морды прямая. Губы плотно прилегающие, чёрные и немного полные. Углы рта слегка загибаются, образуя характерную «самоедскую улыбку». Идеальный прикус — ножницеобразный. Крепкие зубы и сильные челюсти. Нормальный зубной аппарат. Глаза тёмно-коричневого цвета, глубоко посаженные, широко расставленные, немного раскосые, миндалевидной формы. Выражение «улыбающееся», доброе, живое и умное. Обвод глаз — чёрный. Уши стоячие, довольно маленькие, толстые, треугольные и слегка закруглённые на концах. Они должны быть подвижными, высоко поставленными и, благодаря широкому черепу, широко расставленными.
Шея сильная средней длины, гордо изогнутая. Корпус немного длиннее, чем высота в холке, крепкий и компактный, но гибкий. Постав хвоста довольно высокий. Когда собака возбуждена, а также при движении, хвост держится закинутым на спину или на бок. В спокойном состоянии может быть опущен, доходя до скакательных суставов.
Передние конечности хорошо расставленные, крепкие и мускулистые. При взгляде спереди передние конечности прямые и параллельные. Задние конечности при взгляде сзади прямые и параллельные с очень сильной мускулатурой. Аллюр мощный, свободный и неутомимый, что проявляется в протяжённом шаге. С хорошим вымахом передних конечностей и хорошим мощным толчком задних конечностей.
Шерсть обильная, густая, податливая, плотная «полярная» шерсть. Самоед — собака с двойным шерстным покровом: коротким, мягким и густым подшерстком и длинной, более жёсткой и прямой остевой шерстью. Шерсть должна образовывать «воротник» вокруг шеи и плеч, обрамляя голову, особенно у кобелей. На голове и передних поверхностях конечностей шерсть короткая и ровная; на внешней поверхности ушей — короткая, стоящая вертикально к поверхности уха и ровная. Внутренняя поверхность ушей должна быть хорошо опушена. На задней поверхности бедра шерсть образует «штаны». Между пальцами должна расти защитная шерсть. Хвост должен быть обильно опушён. Шёрстный покров у сук часто короче и мягче, чем у кобелей. Шерсть с правильной структурой всегда должна иметь особый искрящийся блеск. На морозе «распушается». Чем сильнее мороз — тем сильнее «распушается» собака на улице. Шерсть обладает самоочищающейся способностью. Если собаку моют не часто, это свойство сохраняется на всю жизнь. То есть достаточно мыть не чаще 2-х раз в год. Моют в основном для того, чтобы избавить собаку от напитавших её запахов других собак. Чтобы собака стала чище — её достаточно просто регулярно вычесывать. Своего запаха самоед практически не имеет.
Окрас — белый, кремовый или белый с бисквитным (основной цвет — белый с небольшим количеством бисквитных отметин). Никогда не должен производить впечатления присутствия бледно-коричневого.